# Хутаба, Раш Хабугович
Раш Хабугович Хутаба (род. 10 февраля 1951 года Сухуми, Грузинская ССР, СССР) — советский, абхазский борец вольного стиля, чемпион Европы и СССР.

## Биография
Родился 10 февраля 1951 года в Сухуми. Выступал за «Динамо» (Сухуми), ЦСКА (Москва) в весовой категории до 100 кг.

Мастер спорта СССР международного класса. Чемпион Европы (1982).

Президент Федерации вольной и греко-римской борьбы Республики Абхазии.

Награждён орденом «Ахьдз-Апша» III степени (Абхазия, 2015).
Ахьдз-Апша ll степени (Абхазия 2018)

## Выступления на чемпионатах СССР
- Чемпионат СССР по вольной борьбе 1976 года — ;
- Чемпионат СССР по вольной борьбе 1981 года — ;
- Чемпионат СССР по вольной борьбе 1982 года — .

## Признание
- С 1993 года в Сухуме и Гудауте проводится Международный турнир имени Раша Хутабы.[1]

## Дети
Сыновья Раша Хутабы также стали борцами:

Баграт — мастер спорта международного класса по вольной борьбе, председатель государственного комитета Абхазии по физической культуре и спорту;

Баджа — член сборной команды Сирии по вольной борьбе.